# Hiderigami
Hiderigami (日照り神, « Dieu de la sécheresse ») est une sorte de yōkai (créatures du folklore japonais) qui possède le pouvoir de provoquer des sécheresses.

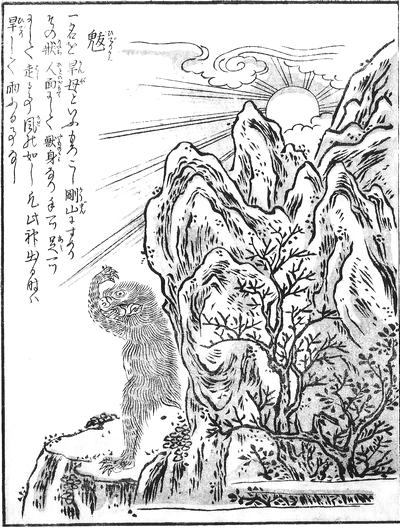
Représentation d'artiste d'Hiderigami, dans le Konjaku Gazu Zoku Hyakki.

Selon une note du recueil de médecine Bencao gangmu, dans l'encyclopédie Wakan Sansai Zue, le Hiderigami mesure entre six et neuf centimètres de long, a les yeux sur le dessus de la tête, et est aussi rapide que le vent. Dans Cent illustrations de démons du présent et du passé de Toriyama Sekien, il est appelé soit Hiderigami (魃, litt. « Sécheresse ») soit Kanbo (旱母, litt. « mère sécheresse ») et est représenté sous les traits d'une bête avec un seul bras et un seul œil.
En Chine, une créature similaire s'appelle 魃, Batsu.